# Bukit (Kebayakan)
Bukit is een bestuurslaag in het regentschap Aceh Tengah van de provincie Atjeh, Indonesië. Bukit telt 459 inwoners (volkstelling 2010).